# نسر مقنبع
نسر مُقَنْبَع أو نسر مُقَلنَس أو رخمة سوداء (الاسم العلمي: Necrosyrtes monachus)،(بالإنجليزيةHooded vulture) نوع من الطيور التي تنتمي إلى نسور العالم القديم المنتمنية إلى فصيلة البازية. وهو العضو الوحيد من جنس نكروسيرتس (Necrosyrtes) وهو متوطن في إفريقيا جنوب الصحراء.

## الوصف

### الحجم
يتراوح طول النسر المقنبع ما بين 62 إلى 72 سم (24-28 بوصة) ، وطول جناحيه من 155 إلى 180 سم (61-71 بوصة) ووزنه من 1.5 إلى 2.6 كجم (3.3-5.7 رطل).

### المظهر
لديه رأس أصلع وريش خفيف يمتد من بداية عنقه إلى مؤخرة رأسه و يبدو كأنه يرتدي قلنسوة, ولون ريش الطيور البالغة يكون بني داكن ورأسه وردي فاتح.

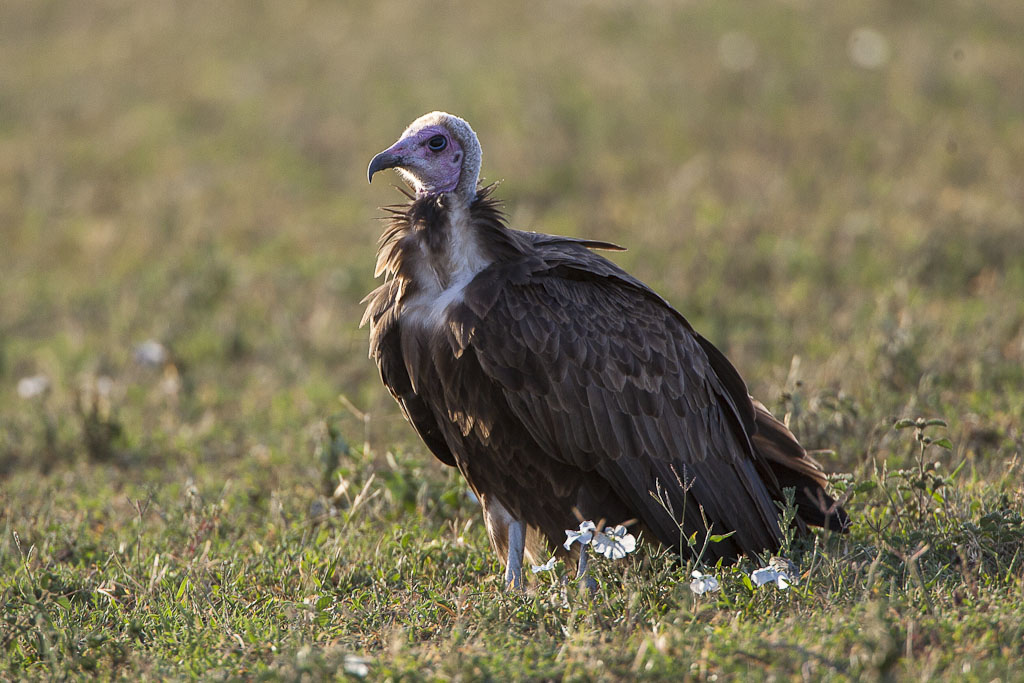
نسر مقنبع في تنزانيا

## الغذاء
هذا النسر مثل أقرانه من النسور يأكل الجيف.

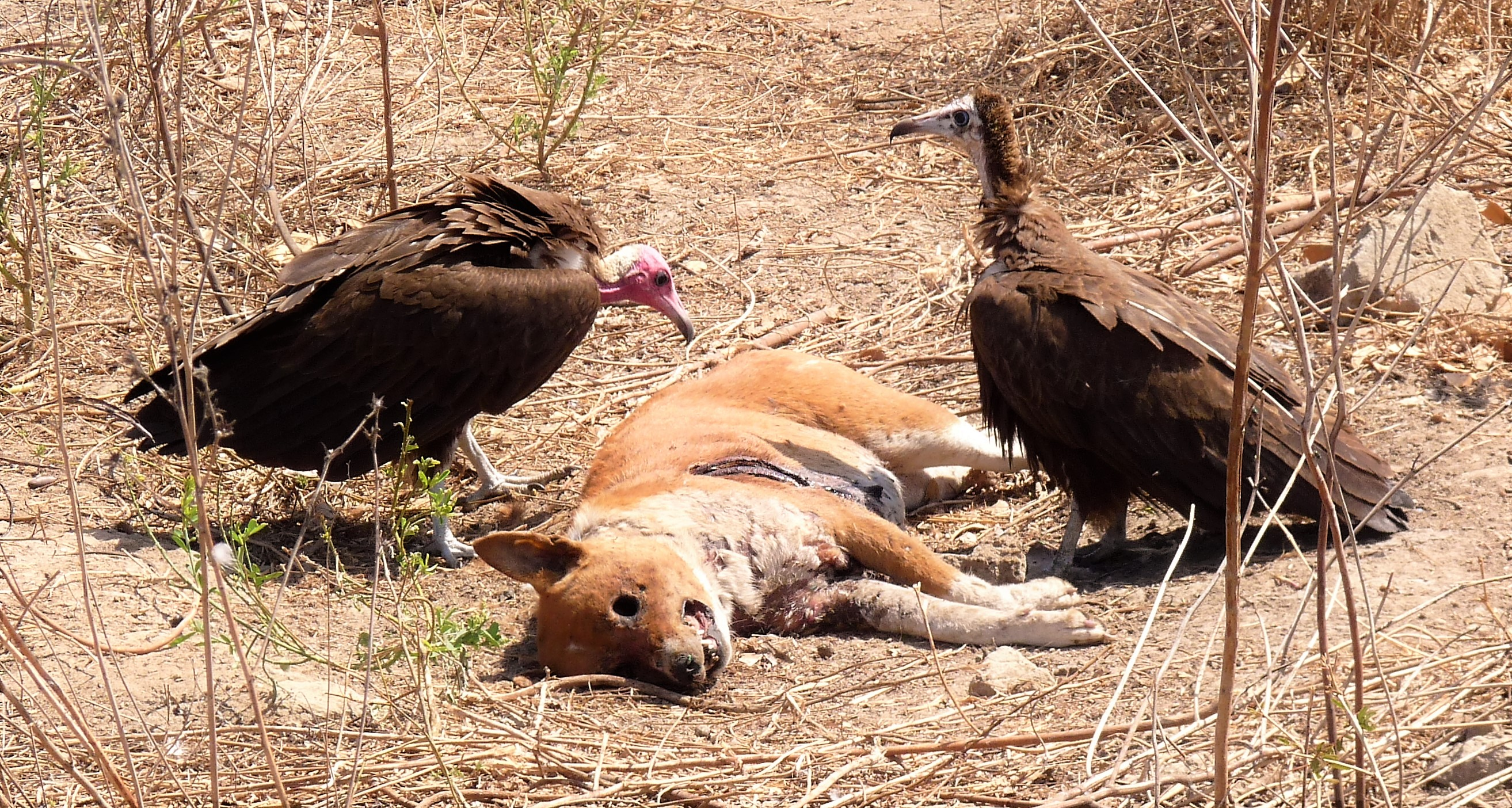
Vultures and dog - The Gambia. West Africa

## التكاثر و العمر المتوقع
تضع النسور المقنبعة بيضة واحدة في العادة، وتستمر فترة الحضانة البيض من 46 إلى 54 يومًا ، تليها فترة نمو الفراخ من 80 إلى 130 يومًا. الطيور اليافعة تعتمد على والديهم لمدة 3-4 أشهر أخرى بعد التفقيص و بعدها تبدأ بالإعتماد على نفسها .

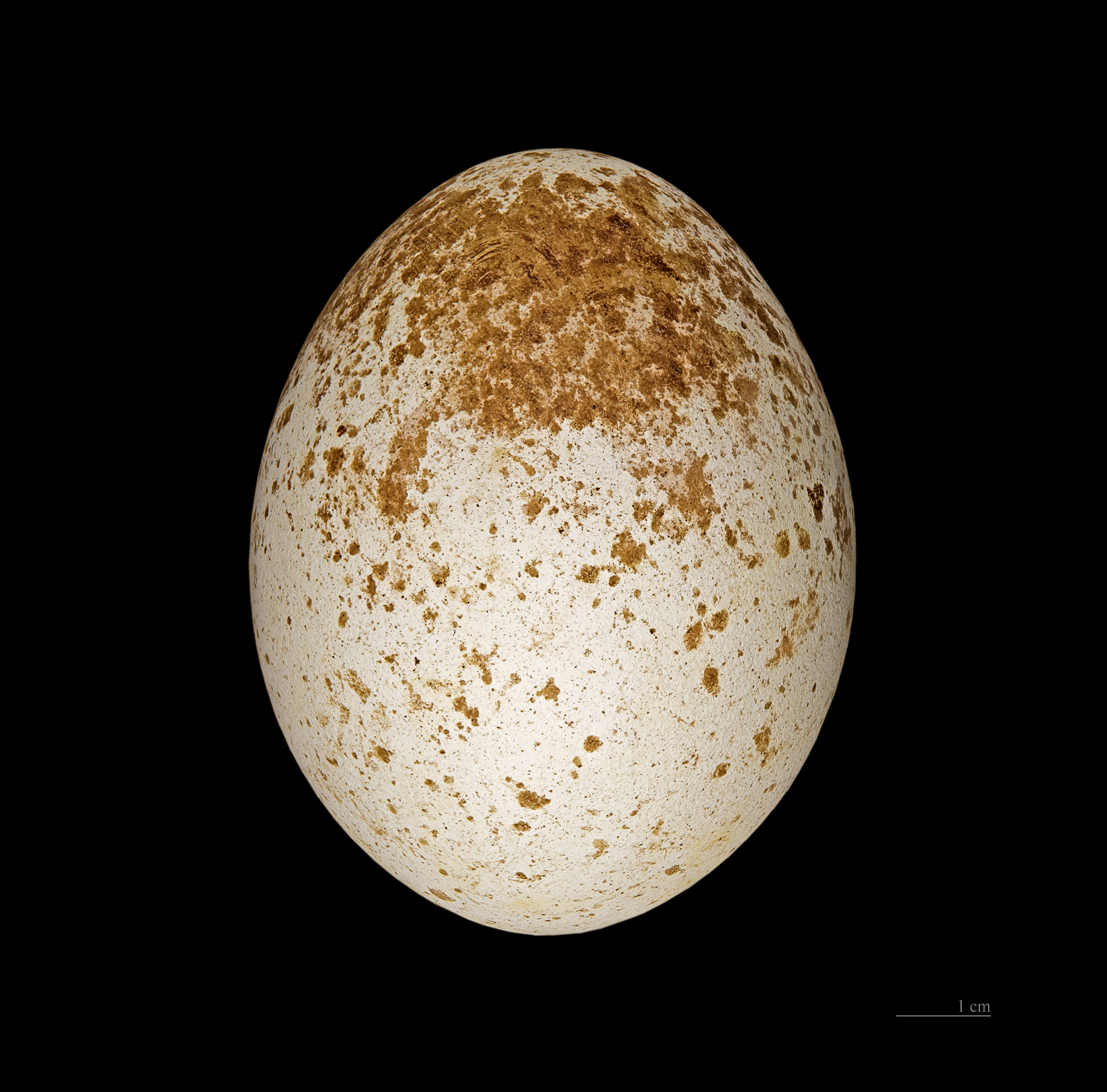
Egg of Hooded Vulture. Collection of Henri Heim de Balsac / Jacques Perrin de Brichambaut.
Locality: Delta of Senegal, Senegal.

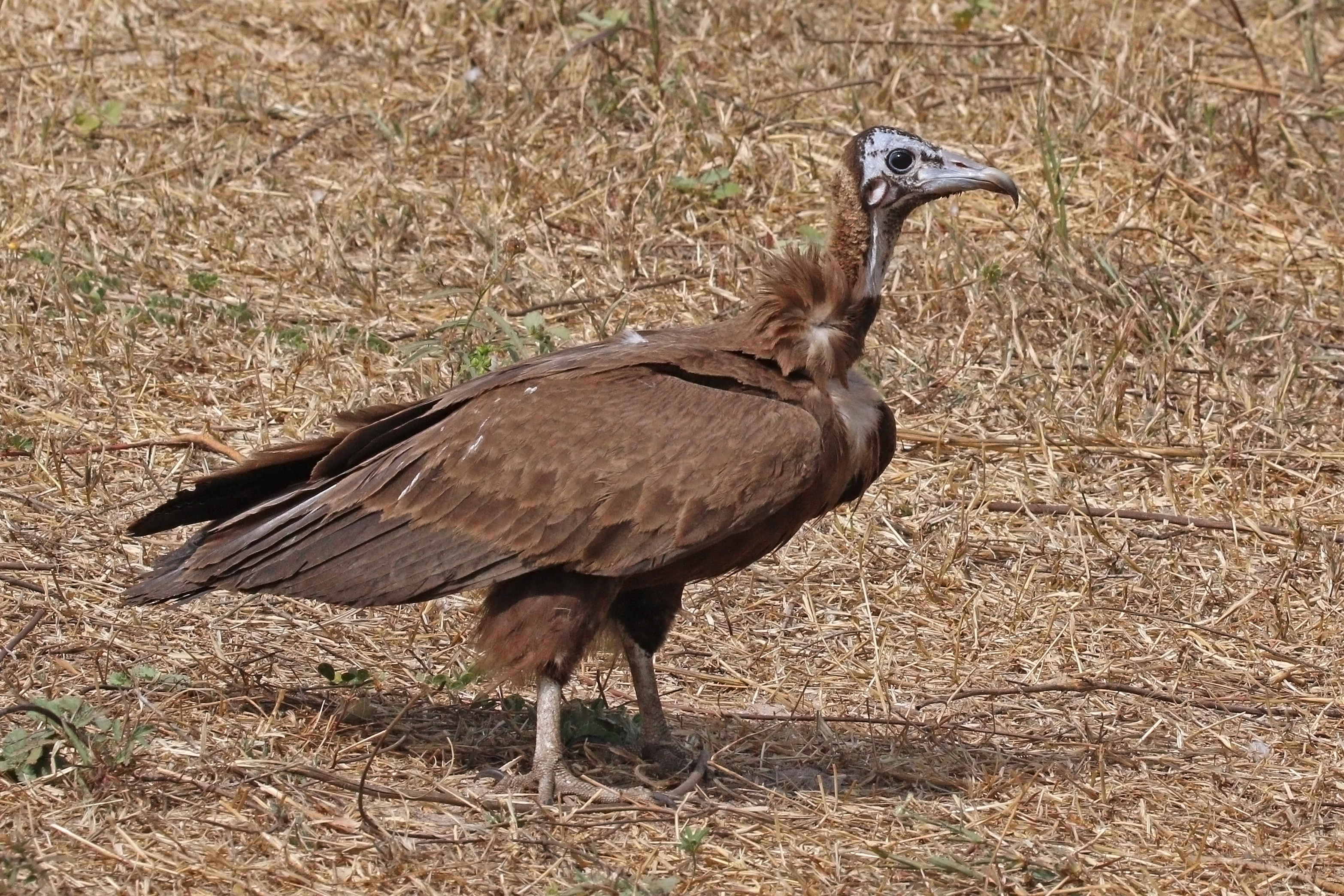
Hooded vulture (Necrosyrtes monachus) juvenile, Gambia

و هذه النسور تعيش في البرية من 15 إلى 25 سنة
و في الأسر قد تعيش 30 سنة

## معرض صور

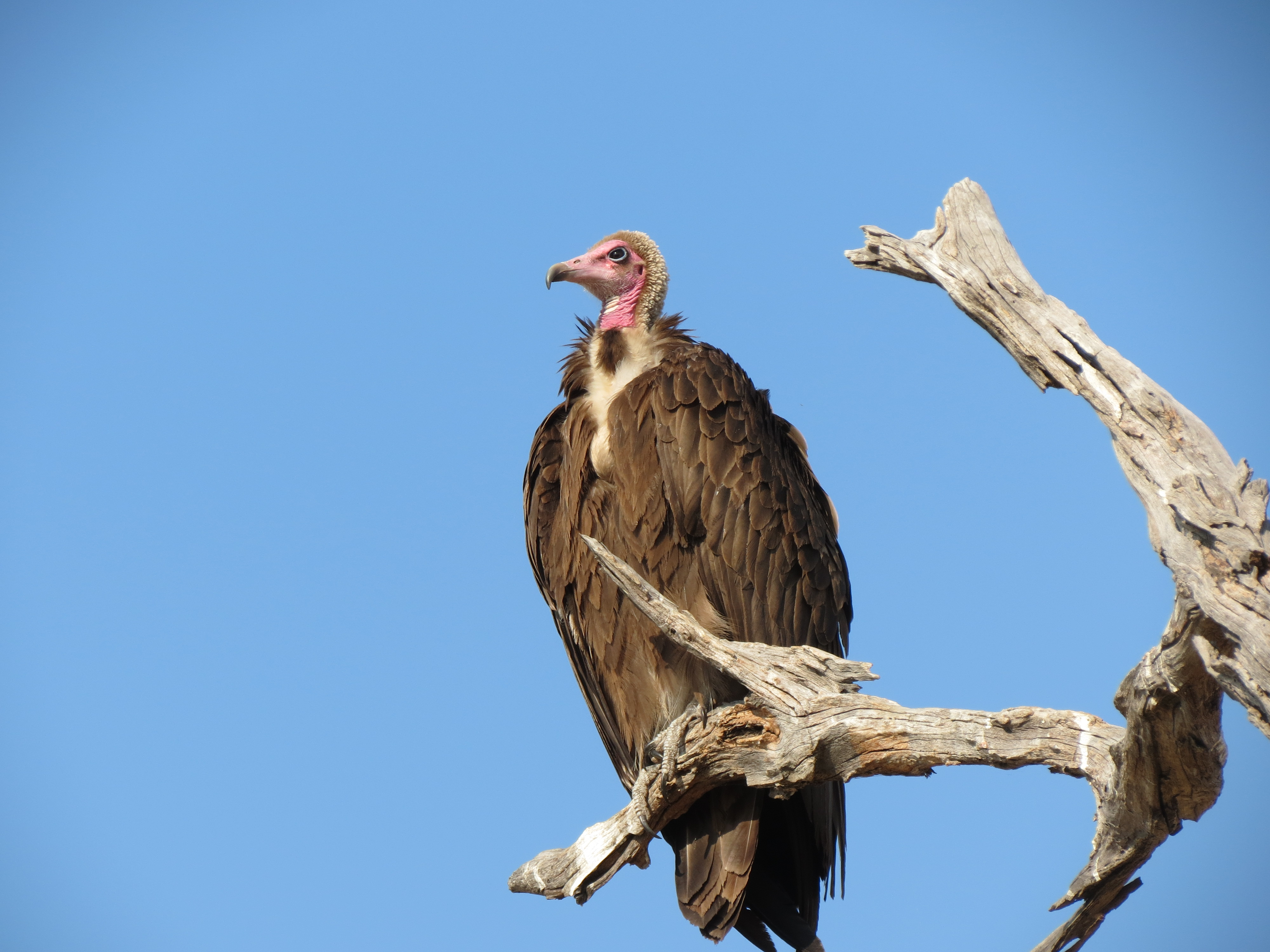
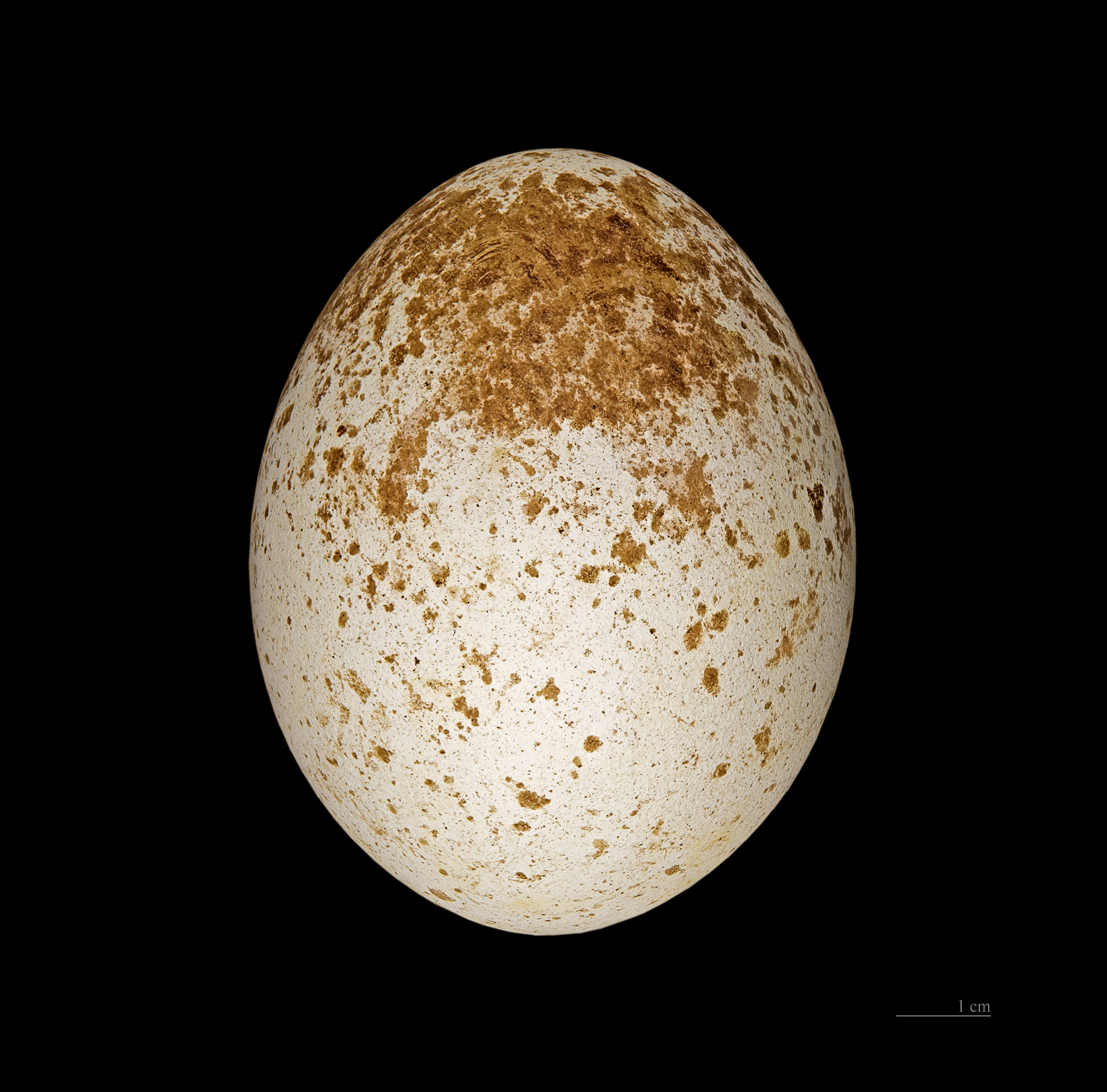
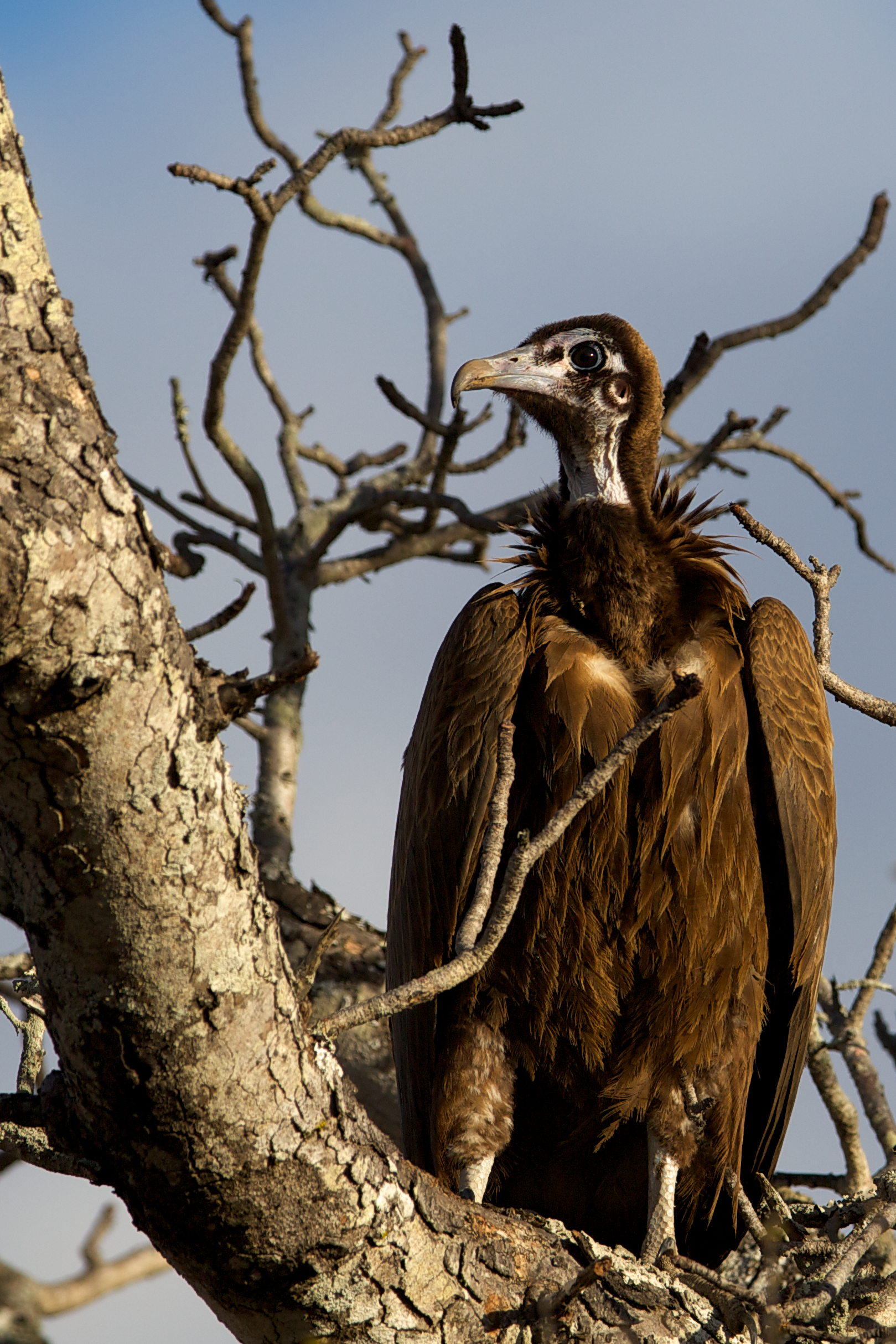
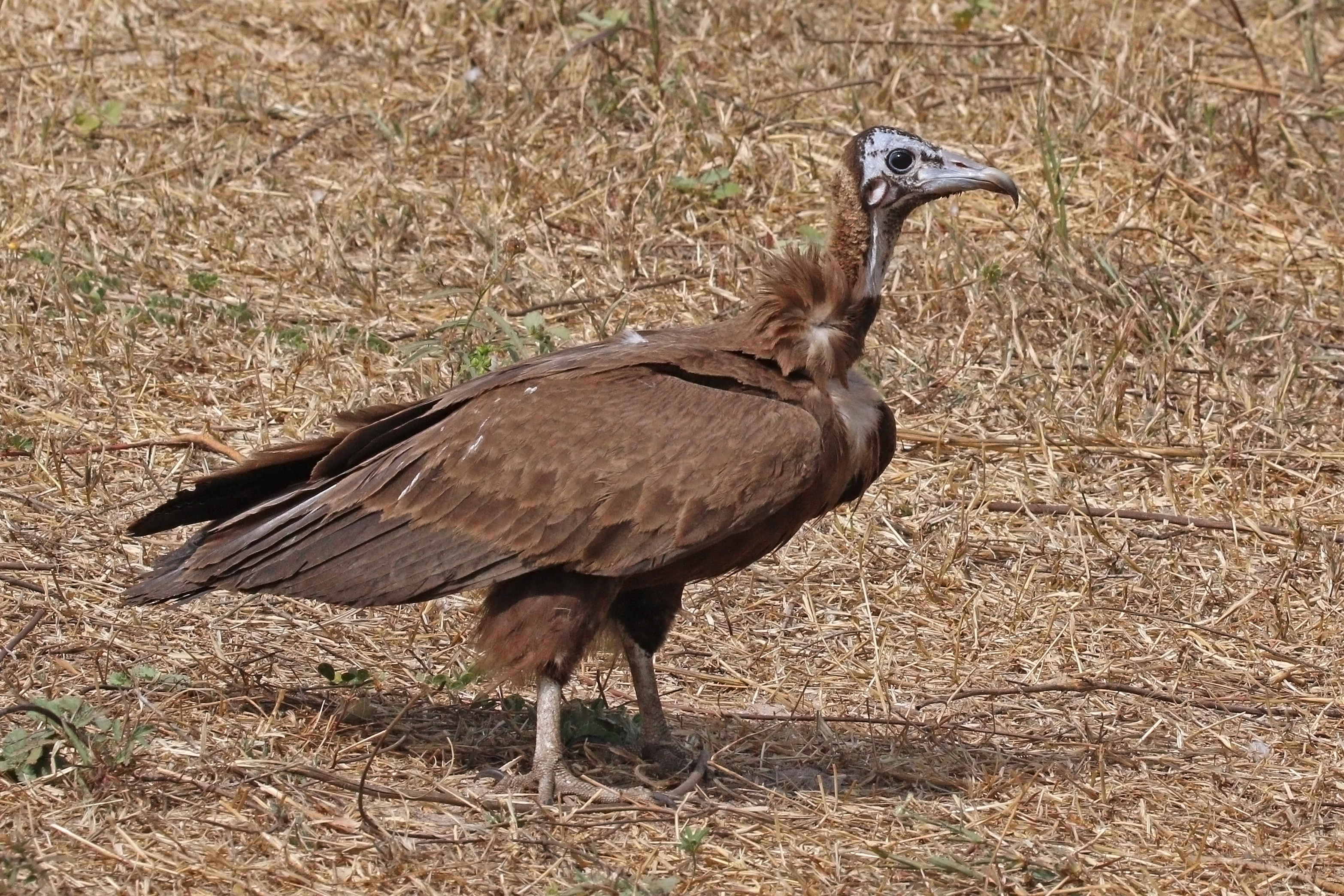
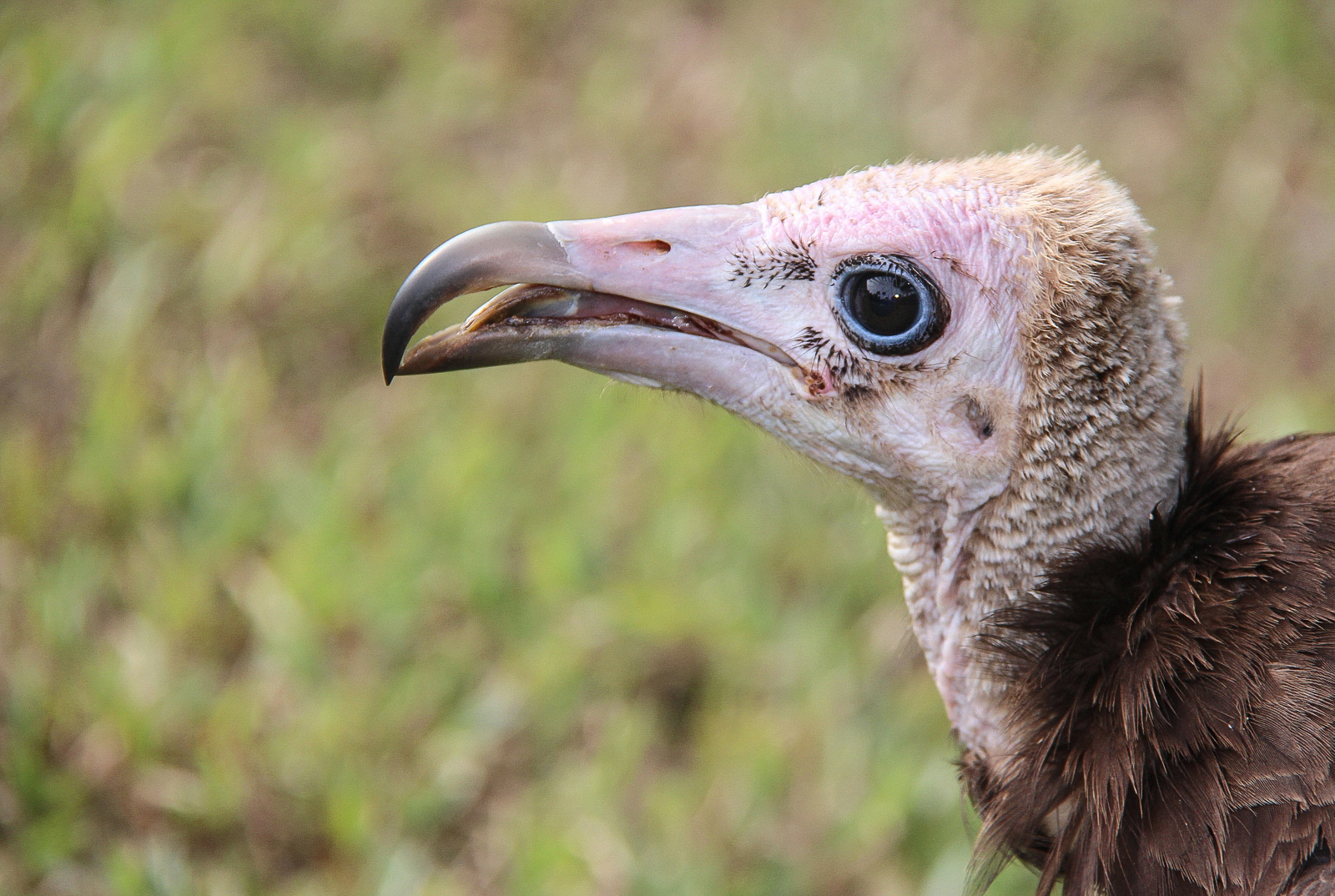